# ری ونتورا
ری ونتورا (انگلیسی: Ray Ventura; ۱۶ آوریل ۱۹۰۸ – ۲۹ مارس ۱۹۷۹) پیانیست و رهبر و موسیقی‌دان جاز یهودی اهل فرانسه بود. او در دهه ۱۹۳۰ به محبوبیت جاز در فرانسه کمک کرد.
از فیلم‌ها یا برنامه‌های تلویزیونی که وی در آن نقش داشته است می‌توان به کودک مونت کارلو اشاره کرد.